# Mike McGill

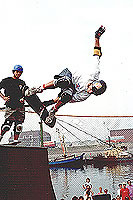
Mike McGill

Michael „Mike“ McGill (* 1964 in den USA) ist ein amerikanischer Profi-Skateboarder, der besondere Berühmtheit für seinen Signature-Trick „McTwist“ erlangte.

## Information
McGill war neben Tony Hawk und Christian Hosoi einer der erfolgreichsten Skateboarder der 1980er Jahre und Mitglied der berühmten Bones Brigade, welche in jener Zeit sowohl in Popularität wie auch in Erfolg die Szene dominierten (Gründer war unter anderem Stacy Peralta, welcher mit den Z-Boys dem Sport ein neues Gesicht verlieh). Sein 1984 bei einem Skateboard-Bewerb in Del Mar, Kalifornien vorgestellter Trick McTwist (ein über Kopf gedrehter Backside 540° Mute-Air – Luftmanöver mit eineinhalb Drehungen bei einem halben Salto, während das Brett an der Spitze gehalten wird – wird in der Halfpipe ausgeführt) veränderte die Skatewelt nachhaltig und prägte die Kriterien bei Wettbewerben für die weiteren Jahre.
Als die Trends sich änderten, wechselte McGill auf die geschäftliche Seite des Sports und vertreibt bis heute seine eigenen Skateboards.